# Gustav Bogislav von Münchow
Gustav Bogislav von Münchow (* 10. September 1686 in Kosemühl, Pommern; † 20. Juni 1766 in Berlin) war ein königlich-preußischer General. Münchow gehörte schon in der Kronprinzenzeit zu den freundschaftlichen Beratern Friedrichs II. In den ersten Jahren der Regierung Friedrichs erwarb er nicht nur als Truppenführer und diplomatischer Vertrauter, sondern auch bei der Verbesserung des preußischen Lazarettwesens Verdienste.

## Leben

### Herkunft und Jugend
Gustav von Münchow war der Sohn von Bernhard Christian und Clara Erdmuthe von Münchow, einer geborenen von Wobeser und verwitweten von Ramel. Der Vater war Herr auf Kosemühl, in jungen Jahren kurbrandenburgischer Kornett und, als sich dort Kronprinz Friedrich in den Jahren 1732 bis 1733 in Gefangenschaft befand, Kammerpräsident in Küstrin.
Im Jahr 1701 trat Gustav von Münchow als Junker in das hessen-kasselische Regiment des Erbprinzen Friedrich ein, der Schwiegersohn des preußischen Königs Friedrich I. war. Im Jahr darauf bestimmte ihn der Erbprinz zu seinem Kammerjunker.

### Offizier in Preußen unter FriedrichI. und dem Soldatenkönig
Im Jahre 1703 wechselte Münchow in dessen preußisches Infanterie-Regiment Erbprinz von Hessen. Mit der Beförderung zum Sekondeleutnant im Jahre 1707 trat er in das Regiment Markgraf Albrecht über. Im Spanischen Erbfolgekrieg kämpfte er im preußischen Kontingent auf kaiserlicher Seite in den Schlachten bei Malplaquet und Ramillies. Seit 1710 Stabskapitän, nahm er 1715 im Großen Nordischen Krieg an der Belagerung Stralsunds teil. Im September 1715 erhielt er als Kapitän eine Kompanie und wurde im Oktober 1717 Major. Seit 1724 Oberstleutnant, kommandierte er ab Februar 1728 das Regiment Kalckstein. Im Mai 1735 beförderte König Friedrich Wilhelm I. Münchow zum Oberst.

### Vertrauter und General FriedrichsII.
Friedrich II. hatte seit den Küstriner Jahren in das freundschaftliche Verhältnis zu Bernhard von Münchow, seinem damaligen Vorgesetzten, Quartierwirt und Wohltäter, auch dessen Familie mit dem Sohn Gustav einbezogen. Kurz nach seiner Thronbesteigung verlieh er ihm am 1. Juni 1740 die Stelle des Chefs im neu aufgestellten Regiment Münchow. Am 7. Juni 1740 sandte Friedrich den Oberst Münchow mit der Nachricht vom Thronwechsel zu Kaiser Karl VI. nach Wien. In Anbetracht des gespannten Verhältnisses zum Wiener Hof standen keine Verhandlungen an und Münchow reiste wahrscheinlich im Unterschied zu den Gesandten nach London und Paris ohne besondere Instruktionen. Als der wegen der diplomatischen Aktivität Preußens unruhig gewordene kaiserliche Hof im August 1740 in Berlin Erkundungen durch den Gesandten Graf Batthyány einziehen wollte, gewann Münchows Mission insofern Bedeutung, als sie Friedrich den Anlass gab, Batthyány mit der gleichen kalten Herablassung zu empfangen, wie sie Münchow drei Wochen zuvor in Wien erlebt hatte.
Im wenig später beginnenden Ersten Schlesischen Krieg übernahm Münchow im Mai 1741 die Oberaufsicht über die nach der Schlacht bei Mollwitz im neutralen Breslau eingerichteten preußischen Lazarette. Sie befanden sich bis dahin in einem vernachlässigten und ungeordnetem Zustand. Münchows bedeutendste Verbesserung war auf Anordnung des Königs die getrennte Behandlung und Versorgung von Kranken und Verwundeten, wodurch die Ansteckungsgefahr entscheidend verringert wurde. Friedrich verlieh Münchow für seine Erfolge im Juli 1742 den Orden Pour le Mérite und ernannte ihn im September 1742 zum Generalmajor.
Während des Zweiten Schlesischen Kriegs nahm Münchow an den Belagerungen von Prag im September 1744 und Cosel und an der Schlacht bei Hohenfriedberg teil. Dort hielt er auf dem linken Flügel des ersten Treffens mit den Regimentern Borcke, Blankensee und Bevern gegen eine Übermacht die Stellung, bis die Attacke der Bayreuth-Dragoner die Schlacht zugunsten Preußens entschied. Dafür beförderte Friedrich ihn am 15. Juli 1745 zum Generalleutnant. Für seinen Einsatz in der Schlacht bei Kesselsdorf verlieh ihm der König im Dezember 1745 den Schwarzen Adlerorden. Im August 1747 wurde er Gouverneur von Spandau.
Zu Beginn des Siebenjährigen Krieges setzte ihn Friedrich II. im August 1756 ad interim als Kommandanten der Festung Glogau ein. Münchow übte die Funktion bis zum Januar 1758 aus. Er starb 1766 in Berlin und wurde in der Garnisonkirche beigesetzt.

### Pfründen und Ehrungen
Am 20. April 1720 exspektiviert, wurde er am 7. April 1728 Ritter des Johanniterordens. Er wurde der Komturei Lagow zugewiesen, die er 1765 als wirklicher Komtur erhielt, aber wegen seines hohen Alters an den Oberstleutnant Friedrich Wilhelm von Pannewitz abtrat.
Friedrich II. stattete ihn im ersten Jahr seiner Regierung im Oktober 1740 mit einer Stelle als Domherr am Dom zu Magdeburg und im Februar 1746 zum Dank für „getreue und gute Dienste“ mit der Stelle des Drosten zu Cranenburg und Düffel aus. Im Jahre 1752 bekam er die Domdechantenstelle im Stift von Sankt Sebastian in Magdeburg.
Neben den Namen anderer dem König verbunden gewesener Zeitgenossen steht auch der Münchows auf dem Sockel des Reiterstandbilds Friedrichs des Großen in Berlin.

## Familie
Gustav von Münchow war zweimal verheiratet. Mit Antoinette Philippine von Borstell (* 20. Februar 1701; † 5. September 1730 in Berlin) hatte er einen Sohn und zwei Töchter. Den Sohn Friedrich Wilhelm († 1741) bestimmte Münchow zum Verdruss Friedrichs II. nicht zum Offizier. Er wurde Kanzler des Johanniterordens. Die Tochter Antoinette Katharina (* 24. August 1730) heiratete Ludwig Clamor de la Chevallerie (1720–1782), wirklicher Geheimer Rat und Kriegssekretär, Sohn des Generalleutnants Ernst August de la Chevallerie von la Motte (1688–1758). Die zweite Tochter Wilhelmine Dorothea heiratete Alexander Christoph von Münchow (* 1726; † 1806), Herr auf Zülchow.
Seine zweite Frau wurde am 14. Juni 1732 Sophie Elenore von Schwerin (* 13. April 1706 in Rehberg; † 16. Juli 1769 in Berlin), beigesetzt in der Berliner Garnisonkirche. Sie war die Schwester des Generals Philipp Bogislav von Schwerin. Diese Ehe blieb ohne Kinder.